# Rejon weseliński
Rejon weseliński – jednostka administracyjna wchodząca w skład obwodu zaporoskiego Ukrainy.
Rejon utworzony w 1923, ma powierzchnię 1130 km² i liczy około 26 tysięcy mieszkańców. Siedzibą władz rejonu jest Wesełe.
Na terenie rejonu znajdują się 1 osiedlowa rada i 12 silskich rad, obejmujących w sumie 31 wsi.